# Levice
Levice er en by i det sydvestlige Slovakiet, med et indbyggertal (pr. 2006) på ca. 36.000. Byen ligger i regionen Nitra, ved bredden af floden Hron.
48°12′N 18°36′Ø / 48.200°N 18.600°Ø
- Wikimedia Commons har flere filer relateret til Levice